# آزادبک عمربکف

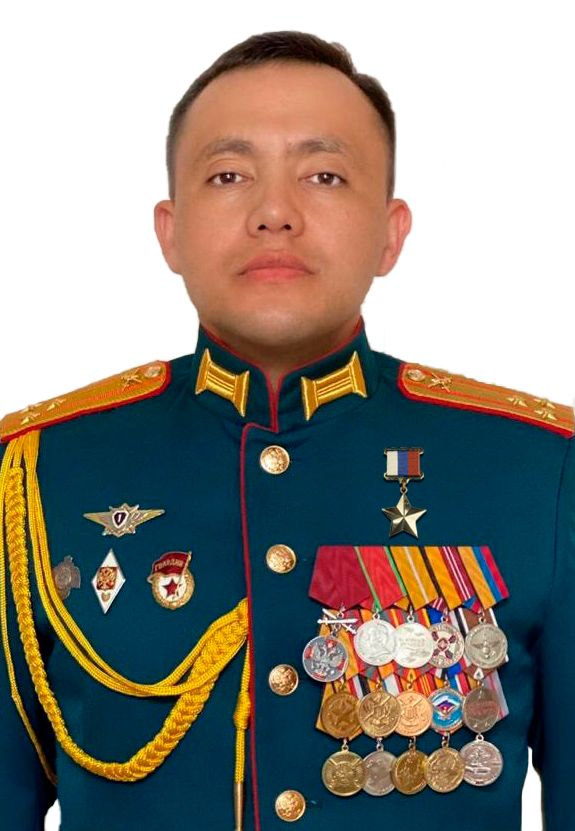
پرترهٔ رسمی آزادبک حسن‌بکوویچ عُمَربکف - ۲۰۲۳

آزادبک حسن‌بکوویچ عُمَربکف (روسی: Азатбек Асанбекович Омурбеков) (زادهٔ ۱۹۸۲) سرهنگ دوم ارتش روسیه است. او بر اساس گزارش‌ها ریاست تیپ ۶۴ تفنگ موتوری جداگانه را در تهاجم به اوکرایت بر عهده دارد، واحدی که مظنون به ارتکاب جنایات جنگی در کشتار بوچا اوکراین است. عمربکف توسط رسانه‌ها "قصاب بوچا" لقب گرفته‌است. اوموربکوف اصالتاً بوریات (اقلیت مغول روسیه) است. در نوامبر ۲۰۲۱، او از کلیسای ارتدکس روسیه برکت دینی دریافت کرده بود.
عمربکف پس از آن که وب‌سایت روزنامه‌نگاری شهروندی اوکراینی اینفورم‌ناپالم (InformNapalm) اقدامات این افسر را افشا کرد و بسیاری از اطلاعات شخصی او را در معرض دید عموم قرار داد، برای عموم شناخته شد. به گزارش اینفورم‌ناپالم عمربک‌اف یک سرهنگ ۴۰ ساله است که در نبرد بوچا نیروهای روسی را رهبری می‌کرد. ایندیپندنت گفت که قادر به تأیید یا تأیید این ادعاها نیست.
رئیس‌جمهور اوکراین ولودیمیر زلنسکی در ۴ آوریل ۲۰۲۲ از بوچا بازدید کرد. او سپس در مورد جنایات جنگی که گفته می‌شود توسط نیروهای روسی مرتکب شده‌اند صحبت کرد. ظاهراً نیروهای تحت فرمان عمربکف غیرنظامیان غیرمسلح را به قتل رساندند و به زنان و کودکان تجاوز کردند. پس از خروج نیروهای روسی از شهر، گورهای دسته‌جمعی کشف شد.
زلنسکی سپس خواستار تشکیل دادگاهی به سبک نورنبرگ شد تا جنایات جنگی روسیه را بررسی و محاکمه کند.
عمربکف از ۲۱ آوریل ۲۰۲۲ تحت تحریم‌های بریتانیا قرار گرفت.